# Marie Catherine Taperet
Marie Catherine Taperet, la veuve de Louis Alexandre Lescombat, née à Paris en 1728 et exécutée par pendaison dans cette même ville, le 2 juillet 1755 est une criminelle française qui défraya la chronique pour avoir fait de son amant Jean Louis de Mongeot l'assassin de son mari Louis Alexandre Lescombat,,,.

## Biographie
Marie Catherine Taperet est née à Paris en 1728 dans une famille très modeste. Ses parents meurent tandis qu'elle est encore jeune, c'est sa grand-mère qui lui donnera une éducation honnête. Pas vraiment jolie, elle est dotée d'un esprit vif et est d'une compagnie agréable. Une petite cour de prétendants gravite autour d'elle. Elle en épouse l'un d'entre eux, l'architecte Louis Alexandre Lescombat. Le couple habite un temps chez la grand-mère, mais Marie Catherine a besoin d'autonomie et de liberté. Elle convainc son époux d'acquérir une demeure rue Garancière. Mondaine et dépensière, elle est introduite dans différents cénacles qu'elle doit bientôt quitter à la suite de ses fréquents libertinages. Son époux, amoureux et fort occupé, ne se rend compte, dans un premier temps, de rien. La demeure étant spacieuse, ils ouvrent une pension pour y accueillir de nouveaux aréopages de jeunes gens dont Henri Mongeot alors âgé de 23 ans et qui ne tardera pas à devenir intensément amoureux de la maîtresse de maison. Ils deviennent amants. L'idylle sera cependant troublée lorsque le crédule mari s'apercevra enfin de la liaison que sa femme entretient avec son protégé qu'il chasse sans ménagement. Marie-Catherine, par l'entremise de connaissances, met tout en œuvre pour disculper son amant aux yeux de son mari dont elle se rapproche pour donner le change. Les deux hommes se réconcilient et les amants peuvent à nouveau se voir. Marie Catherine Taperet de par le pouvoir et l'ascendant dont elle dispose sur Henri Mongeot, le convainc, non sans d'odieux chantages sentimentaux, d'assassiner son mari qu'elle considère désormais comme un tyran,,,.

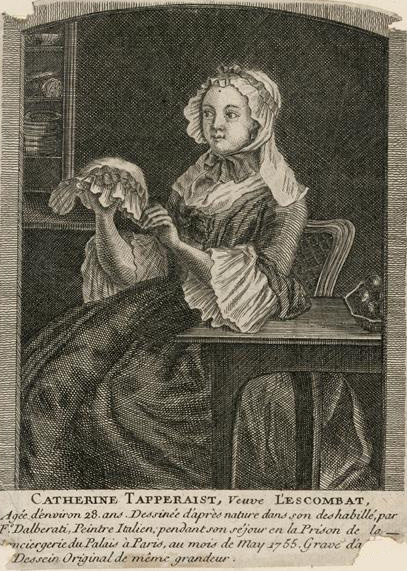
Catherine Tapperaist par Francesco Dalberati, un peintre italien, en 1755

### Le meurtre
Un soir de décembre 1754, Henri Mongeot invite Louis Alexandre Lescombat pour une promenade dans les jardins du Luxembourg. Il accepte volontiers. La soirée avançant, ils décident d'aller souper chez le Suisse. Le repas est bien arrosé et Mongeot soigne particulièrement son convive sur ce point. Le repas terminé, ils se mettent en route pour regagner leur domicile. Là, à proximité de la grille du Luxembourg, rue de l'Enfer, Henri Mongeot frappe aux reins de son épée Louis Alexandre Lescombat qui s'écroule baignant dans son sang. Mongeot sort un pistolet de sa poche qu'il jette en direction du corps de l'architecte. Il s'enfuit et dans sa course, tombe sur un gardien à qui il dit avoir tué un homme qui le menaçait de son arme. Henri Mongeot est conduit chez le commissaire. Le corps sans vie de Lescombat est retrouvé, Mongeot est arrêté,,,.
Interrogé, il finit par tout reconnaître mais se garde bien d'impliquer sa maîtresse, arrêtée pour interrogatoire. Disculpée par son silence, la commanditaire du meurtre reste libre, elle vient voir son amant en prison, mange avec lui et aurait même passé des nuits en prison avec lui. Marie Catherine Taperet songe alors à quitter Paris, elle cède alors aux avances de longue date de Joao Vera-Cruz qui pourrait bien l'aider dans ce dessein. Henri Mongeot l'apprend à la veille du prononcé de sa sentence. Il demande à voir le juge et incrimine cette fois sa maîtresse, Marie Catherine Taperet,,,.

### Arrestation et jugement
Le 7 janvier 1755, Jean Louis De Mongeot est roué au carrefour de la Croix-Rouge. Son corps inerte démantibulé reste exposé deux jours durant. La veuve Lescombat avait été arrêtée quelque temps plus tôt. Elle est condamnée à connaitre la question ordinaire et extraordinaire et à être ensuite pendue. À l'occasion d'un interrogatoire, elle demande que ses conditions de détention soient revues en raison de son état, elle est en effet enceinte de Jean Louis De Mongeot de 4 à 5 mois dit-elle. Le prononcé est donc suspendu jusqu'à la naissance de l'enfant. À la mi-mai 1755, elle met au monde un fils et tente à nouveau d'obtenir un nouveau délai mais, six semaines plus tard, le 2 juillet 1755, elle est pendue en place de Grève face à une foule nombreuse venue assister aux derniers instants de La Lescombat,,,.
Quelques jours plus tard, circulent à Paris sous le manteau des exemplaires de l'oraison funèbre de Marie Catherine Taperet. Le document, d'une vingtaine de pages pleines d'emphase, est anonyme.